# Frank Preuss
Frank Preuss (* 14. Dezember 1930 in Danzig, Deutsches Reich; † 20. Juni 2021 in Ibagué) war ein kolumbianischer Geiger und Musikpädagoge deutscher Herkunft.

## Leben
Preuss hatte den ersten Violinunterricht bei Henry Prinz und seinen ersten öffentlichen Auftritt im Alter von fünf Jahren mit den Danziger Sinfonikern. Kurz vor dem Zweiten Weltkrieg emigrierten seine Eltern mit ihm nach Kolumbien und ließen sich in Bogotá nieder. Dort setzte Preuss seine Ausbildung bei Gerhard Rothstein fort. Er wurde als jüngstes Mitglied in das Orquesta Sinfónica de Colombia aufgenommen, dessen Konzertmeister er Mitte der 1950er Jahre wurde. 1961 graduierte er am Conservatorio Nacional de Música als Violinista Concertista.
Im Orquesta Sinfonica, das zu der Zeit von dem estnischen Dirigenten Olav Roots geleitet wurde, lernte er Jaime Guillén, kennen. Mit diesem gründete er das Cuarteto Bogotá, das sich der Aufführung kolumbianischer Kammermusik widmete. Ebenfalls mit Guillén fasste er den Plan, in Bogotá ein zweites Sinfonieorchester zu gründen. Anfang 1966 gründete er mit diesem sowie Luis Antonio Escobar, Eduardo Mendoza Varela, Andrés Pardo Tovar, José Ignacio Libreros, Carlos Medellín, Mario Posada Torres und Raúl García die Fundación Filarmónica Colombiana, deren Orquesta Filarmónica Colombiana im Juni des Jahres mit einem Konzert im Teatro de Cristóbal Colón debütierte. 
Bereits zum Ende des Jahres musste das Orchester seine Konzerttätigkeit aus finanziellen Gründen einstellen, und Preuss ging nach Buffalo, wo er unterrichtete. Nachdem das Orchester als Orquesta Filarmónica de Bogotá finanziell durch die Provinzregierung gesichert worden war, nahm er an dessen offizieller Präsentation im Teatro Colón 1968 als Assistenzdirigent und Solist teil.
In Gstaad, wo er auf Einladung Yehudi Menuhin unterrichtete, lernte er die Geigerin Britt Landmark kennen, die seine Frau wurde. In der Folgezeit war er in den USA u. a. Violinsolist des Detroit Symphony Orchestra und des New Jersey Symphony Orchestra. Nachdem er das Philharmonieorchester von Caracas geleitet hatte, kehrte er Mitte der 1980er Jahre nach Kolumbien zurück. Dort kaufte das Ehepaar die Villa El Cortijo, die über Jahre das Zentrum des Festival de Música de Zipacón war. Mit der Pianistin Marjorie Tanaka nahm Preuss in dieser Zeit Guillaume Lekeus Sonata para violín y piano auf. Neben seiner Stelle als Professor an der Universidad Nacional de Colombia unterrichtete Preuss auch an der Academia Internacional de Música de Cámara de Roma und am Centro Internacional de Violín.